# 160575 Manuelblasco
160575 Manuelblasco è un asteroide della fascia principale interna. Scoperto nel 1999, presenta un'orbita caratterizzata da un semiasse maggiore pari a 2,397837 UA e da un'eccentricità di 0,172819, inclinata di 7,359435° rispetto all'eclittica. Ha un diametro di 1,532 km e un'albedo di 0,360.
È dedicato all'astronomo spagnolo Manuel Blasco. 